# 恐懼的代價 (2024年電影)
《恐懼的代價》（法語：Le Salaire de la peur）是2024年Netflix原創法國冒險動作電影，由朱利安·勒克萊爾執導、編劇兼監製。本片改編自1949年由喬治·阿諾撰寫的同名小說以及1953年由亨利-喬治·克魯佐執導的同名電影。演員陣容包括法蘭克·加斯坦比德、奧本·勒努瓦、索菲昂·澤瑪尼、安娜·吉哈杜。

## 劇情大綱
沙漠中的一口油井設施發生爆炸並引發火災。為了保護鎮上居民的安全，弗雷德（法蘭克·加斯坦比德飾）和他的團隊被任命將載滿兩卡車的硝化甘油運送到該油井，並把井口炸毀，防止其他油井可能引起的連環爆炸。

## 演員及角色
| 演員                      | 角色                      | 描述 |
| ------------------------- | ------------------------- | --- |
| 法蘭克·加斯坦比德         | 弗雷德 Fred               | 亞歷克斯的弟弟。原為私人保鑣，打算在最後一次工作完成後與亞歷克斯一家人回到法國，但任務失敗且害哥哥面臨坐牢的下場，於是他只好繼續留在沙漠想辦法救出亞歷克斯。 |
| 奧本·勒努瓦               | 亞歷克斯 Alex             | 爆破專家，弗雷德的哥哥。在一次任務中失敗被警察逮捕。 |
| 索菲昂·澤瑪尼             | 戈迪耶 Gauthier           | 安妮·馬爾尚的手下。 |
| 安娜·吉哈杜               | 克拉拉 Clara              | 無國界醫生，與弗雷德產生情愫。 |
| 莎拉·阿夫尚 Sarah Afchain |                           | 亞歷克斯的妻子。 |
| 阿思緹·惠特爾             | 安妮·馬爾尚 Anne Marchand | 油井公司的代理人。 |
| 巴克瑞·迪歐貝拉           | 吉布里勒 Djibril          | 克拉拉的同事。 |
| 阿爾卡·馬特瓦             |                           | 安妮·馬爾尚的手下。 |

## 製作
2023年4月，宣布導演朱利安·勒克萊爾將重拍這部改編自喬治·阿諾於1949年出版的驚悚小說《恐懼的代價》的同名電影，預計於2024年在Netflix上映。該電影由勒克萊爾和哈米·利伍亞（Hamid Hlioua）共同撰寫改編劇本，並由迷宮影業（Labyrinthe Films）及TF1工作室為Netflix製作。主要演員陣容包括《非常警探》的法蘭克·加斯坦比德、《千面特務》的奧本·勒努瓦、饒舌歌手索菲昂·澤瑪尼以及《魂歸故里》的安娜·吉哈杜。
主體拍攝於2023年4月開始至6月結束，在摩洛哥進行為期60天左右的拍攝工作。

## 發行
首部前導預告於2024年1月29日發行。電影正片於2024年3月29日在Netflix全球同步上映。

## 大眾迴響
根据評論匯總网站爛番茄汇总的11篇评论文章，18%的评论家给予该作正面评价，平均打分为3.80分（满分10分）。

## 外部連結
- 互联网电影数据库（IMDb）上《恐懼的代價》的资料（英文）
- 在Netflix上觀看《恐懼的代價》
- 豆瓣电影上《恐懼的代價》的資料 （简体中文）
- 爛番茄上《恐懼的代價》的資料（英文）
- 法國AlloCiné影劇資料庫上《恐懼的代價》的電影資料（法文）